# Stenosoma capito
Stenosoma capito is een pissebed uit de familie Idoteidae. De wetenschappelijke naam van de soort is voor het eerst geldig gepubliceerd in 1837 door Rathke.